# 木汗可汗
木汗可汗（Muqan qaγan、漢音：ぼくかんかがん、拼音：Mùhàn kĕhàn、? - 572年）は、突厥の可汗。乙息記可汗の弟。木汗可汗というのは称号で、姓は阿史那氏、名は燕都という。俟斤（イルキン）というのは官職名で、名ではない。『隋書』では木杆可汗と表記。原音はムカン・カガン（mwx'nx'γ'n / Muqan qaγan）。

## 生涯
西魏の廃帝2年（553年）、乙息記可汗が死ぬと、子の摂図ではなく、弟の燕都が立ち、木汗可汗と号した。木汗可汗は早速柔然を撃ち滅ぼし、柔然可汗の鄧叔子は西魏に亡命した。木汗可汗はさらに西の嚈噠（挹怛、エフタル）を破り、東の契丹を敗走させ、北の契骨（キルギス）を併合し、諸外国を次々と征服していった。これにより突厥の版図は、東が遼海（渤海?）以西、西が西海（アラル海）に至り、南は沙漠（ゴビ砂漠）以北、北は北海（バイカル湖）に至るほどとなった。木汗可汗は西魏に鄧叔子の誅殺を請願した。西魏の宇文泰はこれを許可し、鄧叔子を青門外で殺した。
西魏の廃帝3年（554年）、木汗可汗は吐谷渾を襲撃し、これを破る。
西魏の恭帝3年（556年）、木汗可汗は宇文泰に娘を嫁がせようとしたが、宇文泰が死去したので断念した。
北周の明帝2年（558年）、木汗可汗は北周に遣使を送って方物を献じた。
保定元年（561年）、木汗可汗は再び北周に遣使を送って朝貢した。木汗可汗は娘（阿史那皇后）を武帝に嫁がせようとしたが、北斉の武成帝からも求婚されており、悩んでいたが、北周の武帝がわざわざ涼州刺史の楊薦・左武伯王慶らを派遣してきて求婚したので、木汗可汗は北周と婚姻することとした。
保定3年（563年）、北周の武帝は詔で隋公の楊忠に兵1万を率いさせ、突厥と共に北斉を討伐した。楊忠軍は陘嶺を渡り、木汗可汗は騎馬10万を率いて合流。保定4年（564年）1月、北斉の武成帝を晋陽で攻めたが勝てず。木汗可汗は遂に兵を出して大掠して還った。この年、木汗可汗はまた遣使を送り、北斉討伐を請願した。晋公宇文護は洛陽方面に進出し、楊忠は沃野鎮に出て突厥と連合しようとしたが、兵糧が足りず撤退した。
天和2年（567年）、木汗可汗はまた北周に遣使を送って朝貢した。
天和4年（569年）、木汗可汗は北周に遣使を送り馬を献上した。
木汗可汗は在位20年（572年）で卒去し、その弟を立てて他鉢可汗（タトパル・カガン）とした。

## 人物
木汗可汗の容貌は、顔が大きくて色が赤く、眼は瑠璃色をしていた。性格は剛暴で勇ましく知恵があった。

## 子
- 息子
  - 大邏便（阿波可汗）
  - 鞅素特勤…泥利可汗の父
- 娘
  - 阿史那皇后

## 参考資料
- 『周書』（列伝第四十二 異域伝下）
- 『隋書』（列伝第四十九 北狄）